# Cenicero
Cenicero település Spanyolországban, La Rioja autonóm közösségben. Cenicero Baños de Ebro, Elciego, Fuenmayor, Navarrete, Huércanos, Uruñuela, San Asensio és Torremontalbo községekkel határos. Lakosainak száma 2091 fő (2024).

## Népesség
A település népessége az elmúlt években az alábbi módon változott:
| Lakosok száma | 2054 | 2012 | 2176 | 2187 | 2092 | 2054 | 2016 | 2076 | 2073 | 2091 |
|               | 2001 | 2004 | 2007 | 2009 | 2012 | 2014 | 2017 | 2019 | 2022 | 2024 |